# Jívaro
Jívaro (på deras eget språk: untsuri suara) är ett urfolk som lever i Ecuador och Peru, inne i Amazonas. Folket omfattar ungefär 45 000 människor, uppdelade i stammarna shuar (cirka 15 000) och achuar (cirka 3 000) främst i Ecuador, samt aguaruna (cirka 27 000) och huambisa (cirka 5 000) i Peru. Deras religiösa göromål innefattar schamanism.

## Schamanism hos Jívarofolket
En fjärdedel av befolkningen är schamaner, och sysslar alltså med drömresor. Detta sker oftast under influens av den ur ayahuasca utvunna drogen natema (kallad hayakhuasca, "beska lianen" på kichwa, caapi på visa brasilianska urfolkspråk, och yage på urfolkspråk i Colombia) - en starkt hallucinogen drog (liknande LSD) som ger dem ett intryck av att stiga in i den andra världen där de sedan möter och tar hjälp av de andeväsen som finns där. Upplevelserna som följer intagande av denna starkt hallucinogena drog varierar en aning, men rör sig ändock kring ungefär samma grundteman såsom uppfattningen att den vanliga världen styrs av andevärlden, känslan av att lämna kroppen, ljud av brusande vatten och otydliga linjer och former i betraktandet av omgivningen.

### Invigning
Då en medlem i samhället bestämmer sig för att bli schaman måste han/hon omedelbart ta ställning till huruvida hon/han vill bli en förhäxande eller en helande schaman - ty de är de enda två grupperna av schamaner som existerar i Jivarosamhället. För att komma så långt som till instigandet i andevärlden måste den blivande schamanen först utrustas med magiska pilar eller "andehjälpare" (tsentsaks) som skänks från en redan praktiserande schaman i form av en oidentifierad vätska som går så hårt åt mottagaren att denna tvingas ligga till sängs i fler dagar efteråt, ständigt drickandes natema. Efter det första steget är det förbjudet för den blivande schamanen att ha sex under det kommande året. Då drygt en månad passerat stiger en magisk pil upp ur den nyblivna schamanens mun - varpå han/hon känner en stark hunger efter att förhäxa; ger hon/han vika för begäret blir han/hon en förhäxande schaman, om inte en helande schaman. Den blivande schamanen styrs även i sitt val beroende på om den invigande schamanen är helande eller förhäxande. Efter fem månader utan sexuellt umgänge är schamanen stark nog att döda en annan människa, eller rädda en människas liv (beroende på om det är fråga om en förhäxande eller en helande schaman). Nu kan schamanen börja skapa egna tsentsaks - genom att samla och svälja insekter/objekt som omvandlas till magiska pilar inuti schamanen. Den magiska pilen sägs ha både en övernaturlig (andlig) och en vanlig (materiell) sida - varav den förstnämnda endast kan betraktas av en schaman under influens av natema.

### Den helande schamanen
En helande schaman har under påverkan av olika örter och droger kraft att se patientens/kundens/offrets sjukdom och sedan undanröja problemet genom en slags exorcism där schamanen (efter sjungande och dansande) suger ut de förhäxande tsentsakerna under natten och spyr upp dem. Efter att den helande schamanen tagit drogen kan han/hon nämligen resa in i andevärlden och betrakta patientens sjukdom därifrån. Ofta finner schamanen sjukdomen i patientens mage, där den uppenbarar sig i form av den magisk pil (tsentsak) som den förhäxande schamanen skickat. Dessa pilar, eller tsentsaks, kan bestå av vad som helst, men oftast utgörs de av olika insekter som den förhäxande schamanen svalt och kunnat använda sig av som andliga pilar. Även om pilarna är osynliga för icke-schamaner, eller för schamaner som inte befinner sig i transtillstånd, vet alla att det är just dessa pilar, skickade av olika förhäxande schamaner, som orsakar nästan alla sjukdomar, olyckor, och dödsfall. Om den förhäxande schamanens magiska pilar far rakt igenom offrets kropp kan den helande schamanen inget göra åt saken, då det inte finns något destruktivt att suga ut från patienten; detta leder till att offret avlider. Om de förhäxande pilarna däremot stannar kvar i offrets kropp så har den helande schamanen en chans att suga ut dessa, och därmed rädda livet på patienten. En helande schaman blir starkare ju fler tsentsaks han/hon besitter, eftersom dessa skyddar schamanens kropp.

### Den förhäxande schamanen
De som faller offer för de förhäxande schamanerna är oftast personer i nära kontakt med schamanen, eller med de som anställt schamanen (grannar, släktingar, fiender och liknande). Förhäxningen går till på så vis att schamanen först dricker natema, varpå han/hon i hemlighet närmar sig offrets hem som han sedan beskjuter med sina magiska pilar. Om pilarna träffar rätt, vilket de oftast gör om schamanen ser offret tydligt, så dör offret en tid senare. Om schamanen däremot träffar fel så kan pilarna ligga kvar i offrets kropp under en längre tid, eller ge sig på andra familjemedlemmar. Offren förefaller sällan vara medvetna om att någon försöker förtrolla dem - främst eftersom det skulle kunna förhindra den förhäxande schamanens arbete genom att anställa en skyddande, helande schaman som stoppar förtrollningen.
En speciell magisk pil/andehjälpare, pasuk kan avvakta utanför offrets hem i form av kringflackande fåglar, för att återanfalla då offret botats av en helande schaman. Ännu en form av förhäxande fågel-ande, wakani, har i uppgift att lyda sin herres, den förhäxande schamanens, order att när han/hon ber om det anfalla offret genom att cirkulera kring personens huvud till denna blir vansinnig och febrig. Skillnaden mellan wakani-andar och pasuk-andar är att de förstnämnda kan användas av alla typer av schamaner, medan pasuk-andarna endast lyder en förhäxande schaman. I en helande schamans ögon är Pasuk-anden av mänsklig karaktär och storlek bortsett från att dess kropp är täckt av järn, endast med hål för ögonen. Dessa utgör därmed Pasuk-andens enda svaga punkt.
Då den förhäxande schamanen varit schaman i fem år måste han/hon genomgå ytterligare ett test som innefattar förhäxande av ett träd. Först väljs ett lämpligt träd ut, varpå schamanen uppmanas skjuta trädet med magiska pilar till den grad att det bildas en spricka i en utsedd klyka - dock endast synligt i påverkat tillstånd. Om schamanen misslyckas måste han/hon snarast fylla på med nya magiska krafter (tsentsaks) från en mycket stark schaman - fram till dess riskerar han/hon att drabbas av allvarliga förtrollningar från andra förhäxande schamaner. I väntan på nya krafter dricker den försvagade schamanen dagligen stora mängder natema, tobakssaft och piri-piri.